# Армянская епархия Украины
Украинская епархия Армянской Апостольской церкви (арм. Հայ Առաքելական եկեղեցու Ուկրաինական թեմ) — епархия Армянской Апостольской церкви на Украине, с центром в городе Львов.

## История
Армянская епархия во Львове была основана в 1364 году указом Католикоса всех армян Месропа I. Через три года он был утверждён указом польского короля Казимира Великого. Таким образом, Церковь Успения Пресвятой Богородицы во Львове (освящён в 1363 году) стала кафедральным собором и епархиальным центром всех армян Руси, Валахии и Молдавии.
После того как в 20-30-х годах XX века армянская церковь на территории Украины перестала существовать и все действующие церкви были закрыты, свою деятельность и существование прекратила и епархия.
Украинская епархия Армянской Апостольской Церкви была сформирована постановлением Католикоса всех Армян Вазгена I в сентябре 1991 года, будучи выделенной из состава Ново-Нахичеванской епархии. Центром епархии стал город Львов.
28 ноября 1991 года епархия была официально возобновлена и зарегистрирована.
13 января 1997 году по кондаку Католикоса всех армян Гарегина I Украинская епархия получила каноническое признание, а её главой был назначен епископ Натан (Оганнисян).
25 июня 2001 года во время пребывания во Львове армянский храм посетил Папа Иоанн Павел II.
Общины ААЦ сейчас действуют во Львове, Киеве, Одессе, Харькове, Донецке, Днепре, Макеевке также в некоторых городах Крыма.

## Архиепископы
- Натан (Оганесян) (1997 — 1 октября 2000), с 1991 — управляющий в сане вартапеда
- Тиран (Кюрегян) (5 октября 2000 — 15 мая 2001) назначение не принял
- Григорис (Буниатян) (2001 — 7 марта 2015)
- Маркос (Ованнисян) (c апреля 2015 года)

## Старинные церкви

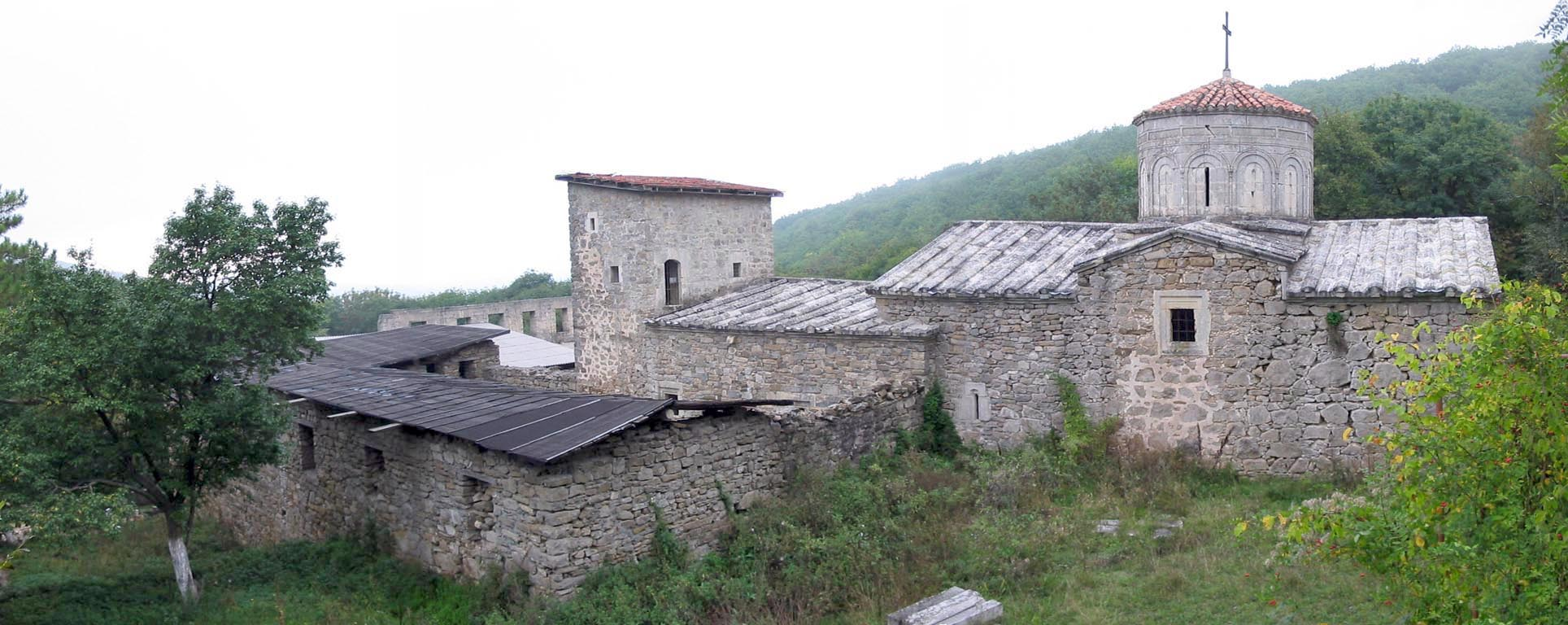
Армянский монастырь Сурб-Хач (XIV века) в Крыму

Старинные армянские церкви на Украине есть в населённых пунктах:
- Бережаны
- Белгород-Днестровский
- Городенка
- Евпатория
- Жванец
- Ивано-Франковск
- Измаил
- Каменец-Подольский
- Углы
- Лисец
- Луцк
- Львов
- Чернигов
- Тысменица
- Феодосия
- Черновцы
- Язловец
- Ялта